# Tri-nations 1997
Navigation
Tri-nations 1996 Tri-nations 1998
Le Tri-nations 1997 a été remporté par la Nouvelle-Zélande qui gagne ses quatre matchs.

## Classement
| Rang | Club             | J | V | N | D | Bo | Bd | Pm  | Pe  | Diff | Pts |
| ---- | ---------------- | - | - | - | - | -- | -- | --- | --- | ---- | --- |
| 1    | Nouvelle-Zélande | 4 | 4 | 0 | 0 | 2  | 0  | 159 | 109 | +50  | 18  |
| 2    | Afrique du Sud   | 4 | 1 | 0 | 3 | 2  | 1  | 148 | 144 | +4   | 7   |
| 3    | Australie        | 4 | 1 | 0 | 3 | 2  | 0  | 96  | 150 | -54  | 6   |

|  | Vainqueur de la compétition (no 1) |

Attribution des points : victoire sur tapis vert : 5, victoire : 4, match nul : 2, défaite : 0, forfait : -2 ; plus les bonus (offensif : 3 essais de plus que l'adversaire ; défensif : défaite par 7 points d'écart ou moins).
Règles de classement : ?

## Résultats
| 1er match       |                                                                                |             |                                                                     |  |                                         |
| 19 juillet 1997 |                                                                                |             |                                                                     |  |                                         |
|                 | Afrique du Sud                                                                 | 32 - 35     | Nouvelle-Zélande                                                    |  | Johannesburg, Afrique du Sud            |
|                 |                                                                                | (MT: 23–19) |                                                                     |  | Arbitre : P. Marshall (Australie)       |
|                 | Essais : Bennett, Drotske                                                      |             | Essais : Bunce (2), Spencer, Wilson                                 |  |                                         |
|                 | Transformations : de Beer (2)                                                  |             | Transformations : Spencer (3)                                       |  |                                         |
|                 | Pénalités : de Beer (4)                                                        |             | Pénalités : Spencer (3)                                             |  |                                         |
|                 | Drop Goals : de Beer (2)                                                       |             |                                                                     |  |                                         |
| 2e match        |                                                                                |             |                                                                     |  |                                         |
| 26 juillet 1997 |                                                                                |             |                                                                     |  |                                         |
|                 | Australie                                                                      | 18 - 33     | Nouvelle-Zélande                                                    |  | Melbourne, Australie                    |
|                 |                                                                                | (MT: 6–23)  |                                                                     |  | Arbitre : E. Morrison (Angleterre)      |
|                 | Essais : Gregan, Little                                                        |             | Essais : Bunce, Cullen, Wilson                                      |  |                                         |
|                 | Transformations : Burke                                                        |             | Transformations : Spencer (3)                                       |  |                                         |
|                 | Pénalités : Burke (2)                                                          |             | Pénalités : Spencer (4)                                             |  |                                         |
| 3e match        |                                                                                |             |                                                                     |  |                                         |
| 2 août 1997     |                                                                                |             |                                                                     |  |                                         |
|                 | Australie                                                                      | 32 - 20     | Afrique du Sud                                                      |  | Brisbane, Australie                     |
|                 |                                                                                | (MT: 26–10) |                                                                     |  | Arbitre : C. Hawke (Nouvelle-Zélande)   |
|                 | Essais : Larkham, Manu, Tune (2)                                               |             | Essais : Andrews, de Beer, du Randt                                 |  |                                         |
|                 | Transformations : Knox (3)                                                     |             | Transformations : de Beer                                           |  |                                         |
|                 | Pénalités : Knox (2)                                                           |             | Pénalités : de Beer                                                 |  |                                         |
| 4e match        |                                                                                |             |                                                                     |  |                                         |
| 9 août 1997     |                                                                                |             |                                                                     |  |                                         |
|                 | Nouvelle-Zélande                                                               | 55 - 35     | Afrique du Sud                                                      |  | Auckland, Nouvelle-Zélande              |
|                 |                                                                                | (MT: 23–21) |                                                                     |  | Arbitre : W. Bevan (Pays de Galles)     |
|                 | Essais : Cullen (2), Ieremia, Marshall, Randell, Spencer, Umaga                |             | Essais : Kruger, Montgomery, Rossouw, Teichmann, van der Westhuizen |  |                                         |
|                 | Transformations : Spencer (4)                                                  |             | Transformations : de Beer (3), Honiball (2)                         |  |                                         |
|                 | Pénalités : Spencer (4)                                                        |             |                                                                     |  |                                         |
| 5e match        |                                                                                |             |                                                                     |  |                                         |
| 16 août 1997    |                                                                                |             |                                                                     |  |                                         |
|                 | Nouvelle-Zélande                                                               | 36 - 24     | Australie                                                           |  | Dunedin, Nouvelle-Zélande               |
|                 |                                                                                | (MT: 36–0)  |                                                                     |  | Arbitre : J. Dume (France)              |
|                 | Essais : Cullen, Marshall, Randell                                             |             | Essais : Larkham (2), Roff, Tune                                    |  |                                         |
|                 | Transformations : Spencer (3)                                                  |             | Transformations : Knox (2)                                          |  |                                         |
|                 | Pénalités : Spencer (5)                                                        |             |                                                                     |  |                                         |
| 6e match        |                                                                                |             |                                                                     |  |                                         |
| 23 août 1997    |                                                                                |             |                                                                     |  |                                         |
|                 | Afrique du Sud                                                                 | 61 - 22     | Australie                                                           |  | Pretoria, Afrique du Sud                |
|                 |                                                                                | (MT: 18–15) |                                                                     |  | Arbitre : P. O'Brien (Nouvelle-Zélande) |
|                 | Essais : Andrews, Brosnihan, Dalton, de Beer, Erasmus, Montgomery (2), Rossouw |             | Essais : Knox, Little, Roff                                         |  |                                         |
|                 | Transformations : de Beer (6)                                                  |             | Transformations : Knox (2)                                          |  |                                         |
|                 | Pénalités : de Beer (3)                                                        |             | Pénalités : Knox                                                    |  |                                         |